# Martin Enlen
Martin Enlen (* 20. Oktober 1960 in Frankfurt am Main) ist ein deutscher Filmregisseur.

## Leben
Nach dem Abitur in Oberursel jobbte Enlen zunächst drei Jahre in einer Druckerei, um seinen ersten 120-minütigen Super-8-Film drehen zu können.  Er studierte von 1986 bis 1992 an der Hochschule für Fernsehen und Film München. Während dieser Zeit besuchte er 1990 die European Summer Film School und war anschließend 1992 Lehrkraft an seiner Hochschule. Mit seinem Abschlussfilm Aus gutem Grund erhielt er eine Oscarnominierung als Bester Studentenfilm und wurde beim New York Film Festival ausgezeichnet. Mit seinem Fernsehfilm Wer Kollegen hat, braucht keine Feinde wurde er 1996 für einen Grimme-Preis nominiert und für Bella Block – Unter den Linden erhielt er 2013 den Publikumspreis des Deutschen Fernsehkrimipreises. 2015 gewann sein Film Über den Tag hinaus den Publikumspreis auf dem Festival des deutschen Films in Ludwigshafen, 2017 wurde er dort mit dem Publikumspreis für Ich war eine glückliche Frau ausgezeichnet.

## Filmografie (Auswahl)
- 1994: Roula – Dunkle Geheimnisse
- 1995: Wer Kollegen hat, braucht keine Feinde
- 1998: Andrea und Marie
- 1998: Vergewaltigt – Eine Frau schlägt zurück
- 1999: Der Hurenstreik – Eine Liebe auf St. Pauli
- 1999: Tatort – Das Glockenbachgeheimnis
- 1999: Versprich mir, dass es den Himmel gibt
- 2000: Bella Block: Am Ende der Lüge
- 2001: Der Liebe entgegen
- 2003: Gefährliche Gefühle
- 2004: Der weiße Afrikaner
- 2004: Tatort – Vorstadtballade
- 2005: Ein Kuckuckskind der Liebe
- 2005: Tatort – Tod auf der Walz
- 2006: Der Tote am Strand
- 2006: Schuld und Rache
- 2007: Eine folgenschwere Affäre
- 2007: Tatort – A gmahde Wiesn
- 2007: Tatort – Bevor es dunkel wird
- 2008: Kommissar Süden und das Geheimnis der Königin
- 2009: Ein Dorf schweigt
- 2009: Dr. Hope – Eine Frau gibt nicht auf
- 2009: Masserberg
- 2010: Das Geheimnis in Siebenbürgen
- 2012: Bella Block: Unter den Linden
- 2012: Mittlere Reife
- 2013: Tod an der Ostsee
- 2014: Wilsberg – Nackt im Netz
- 2014: Wilsberg – Mundtot
- 2015: Wilsberg – Kein Weg zurück
- 2015: Wilsberg – Russisches Roulette
- 2015: Über den Tag hinaus
- 2015: Wilsberg – Bittere Pillen
- 2017: Ich war eine glückliche Frau
- 2018: Wilsberg – Die Nadel im Müllhaufen
- 2018: Wilsberg – Mörderische Rendite
- 2019: Wilsberg – Gottes Werk und Satans Kohle
- 2019: Wilsberg – Minus 196°
- 2019: Wilsberg – Schutzengel
- 2020: Annie – kopfüber ins Leben
- 2021: Wilsberg – Einer von uns
- 2021: Die Luft, die wir atmen (Fernsehfilm)
- 2022: Annie und der verliehene Mann
- 2022: Annie und das geteilte Glück
- 2022: Wilsberg – Ungebetene Gäste
- 2022: Wilsberg – Fette Beute
- 2023: Wilsberg – Folge mir
- 2023: Endlich Witwer – Über alle Berge